# Tubificoides maritimus
Tubificoides maritimus is een ringworm uit de familie van de Naididae. De wetenschappelijke naam van de soort is voor het eerst geldig gepubliceerd in 1973 door Hrabe.